# Sabine Brehm
Sabine Brehm (5 de mayo de 1963) es una deportista de la RDA que compitió en patinaje de velocidad sobre hielo.
Ganó dos medallas de bronce en el Campeonato Mundial de Patinaje de Velocidad sobre Hielo, en los años 1985 y 1986, y una medalla de bronce en el Campeonato Europeo de Patinaje de Velocidad sobre Hielo de 1985.

## Palmarés internacional
| Campeonato Mundial | Campeonato Mundial      | Campeonato Mundial | Campeonato Mundial    |
| Año                | Lugar                   | Medalla            | Prueba                |
| ------------------ | ----------------------- | ------------------ | --------------------- |
| 1985               | Sarajevo (Yugoslavia)   | Medalla de bronce  | Clasificación general |
| 1986               | La Haya (Países Bajos)  | Medalla de bronce  | Clasificación general |
| Campeonato Europeo |                         |                    |                       |
| Año                | Lugar                   | Medalla            | Prueba                |
| 1985               | Groninga (Países Bajos) | Medalla de bronce  | Clasificación general |